# Григоровка (Яготинский район)
Григоровка (укр. Григорівка) — село, входит в Яготинский район Киевской области Украины.
Население по переписи 2001 года составляло 4 человека. Почтовый индекс — 07714. Телефонный код — 4575. Занимает площадь 0,3 км². Код КОАТУУ — 3225581802.

## Местный совет
07714, Київська обл., Яготинський р-н, с.Засупоївка, вул.Центральна,83